# Кружевной дом Брадтмана
Кружевной дом Брадтмана в Киеве — бывший доходный дом. Дом был построенный в стиле модерн, в кирпичном стиле. Это значит, что архитектор строил здание по принципам стиля модерн, но по каким-то причинам, вероятно в целях экономии, при оформлении фасадов дома применил принципы рационального кирпичного стиля.
Дом стоит в начале ул. Б. Хмельницкого, в 100 м от Крещатика — главной улицы Киева.
Здание было построено в 1903—1904 по проекту известного киевского архитектора Эдуарда Петровича Брадтмана.

## История
Кроме доходного жилья в доме, на первом этаже размещались магазины и разные конторы: техническое товарищество «Треугольник», канцелярия железнодорожного округа. В 1908 г. Киевское товарищество народных детских садов открыло в доме свой магазин. С 1913 г. в этом доме размещалось Киевское товарищество «Искусства и литературы», известно, что при нём работало театральное училище. Известно также, что в этом доме размещалась частная женская гимназия Титаренко.
В настоящее время дом требует реставрации.

## Архитектура
Авторы книги «Киев в стиле модерн» пишут: «Дом № 10 проектировался Брадтманом как многоэтажный доходный дом с вытянутым вдоль красной линии улицы фасадом и внутренним двором „колодцем“. Обычно выходящие на двор фасады таких домов были лишены декоративной отделки». Такой метод значительно снижал стоимость на декорирование главного фасада, которая, в отдельных случаях, могла превышать стоимость постройки самого дома.

## Иконография
Декоративное оформление парадного фасада Кружевного доходного дома Брадтмана это кирпичные рельефы.
Авторы книги «Киев в стиле модерн» пишут: «Он словно „зарисовал“ всю плоскость стены закругляющимися, выступающими, дробящимися, перетекающими друг в друга, подчиненными единому ритму и единой композиции, разнообразными элементами декоративного оформления».
В нарисованных архитектором «узорах» можно увидеть колонны, стелы и, конечно же, каменные радуги Брадтмана.